# Argyroeides tricolor
Argyroeides tricolor là một loài bướm đêm thuộc phân họ Arctiinae, họ Erebidae.